# Região Metropolitana de Montreal
A Região Metropolitana de Montreal (em francês: Communauté métropolitaine de Montréal) é a segunda maior metrópole do Canadá, localizada na província de Quebec. Seu núcleo é Montreal, outras cidades de importância incluem Laval e Longueuil. Sua população é de 4 027 100 habitantes.